# Хильдесхаймские анналы
Хильдесха́ймские анна́лы (лат. Annales Hildesheimenses) — всемирная хроника от сотворения мира до 1137 года, описывающая, в основном, историю территорий, входивших в Священную Римскую империю (Германию), и близлежащих земель. Анналы составлены в период с середины X века по первую половину XII века. Получили своё название по городу Хильдесхайму, где они были записаны.
Единственная рукопись «Хильдесхаймских анналов», дошедшая до нашего времени — так называемый «Парижский кодекс № 6114». Она является автографом, составленным несколькими авторами на протяжении X—XII веков.
«Хильдесхаймские анналы», вместе с «Кведлинбургскими анналами» и «Вайсенбургскими анналами», а также анналами Ламберта Херсфельдского и хроникой Саксонского анналиста, входит в Херсфельдскую группу анналов. Своё название группа получила по «Херсфельдским анналам» — одному из основных источников для ранних частей всех этих анналов.
Предполагается, что начало составления анналов в кафедральном соборе Хильдесхайма связано с возведением в 954 году на местную кафедру епископа Отвина, по указанию которого была создана компиляция из более ранних исторических сочинений (работ Исидора Севильского, «Liber Pontificalis», «Малых лоршских анналов» и «Херсфельдских анналов») и бревиарных записей Хильдесхаймской епархии. Начиная с этого времени «Хильдесхаймские анналы» представляют собой современные происходившим событиям записи, особенно подробные с 1000 года. Ведение подобных записей продолжалось до 1040 года, когда была составлена редакция анналов, получившая условное название «Большие Хильдесхаймские анналы», следы использования материалов которой обнаруживаются в нескольких германских хрониках XI—XII веков. К числу важных свидетельств, содержащихся в «Хильдесхаймских анналах» этого времени — запись о русском посольстве, прибывшем в 959 году ко двору императора Оттона I Великого с просьбой о содействии в принятии христианства. В 1040 году по неизвестной причине ежегодные записи в Хильдесхайме были прекращены. Впоследствии к «Большим Хильдесхаймским анналам» были добавлены записи, копирующие «Анналы святого Альбана Майнцского» (1041—1109 годы) и «Падеборнские анналы» (1077—1137 годы).
«Хильдесхаймские анналы» являются ценным источником по истории Германии второй половины X—первой половины XI веков, особенно по правлению императоров Генриха II Святого и Конрада II Салического.

## Издания
На латинском языке.
- Annales Hildesheimenses. — Monumenta Germaniae Historica. Scriptores (in Folio) (SS). 3. Annales, chronica et historiae aevi Saxonici. — Hannover: Impensis Bibliopolii Avlici Hahniani, 1839. — S. 18—116. — 920 S.
- Annales Hildesheimenses. — Monumenta Germaniae Historica. Scriptores rerum Germanicarum in usum scholarum separatim editi (SS rer. Germ.). 8. Annales Hildesheimenses. — Hannover: Impensis Bibliopolii Hahniani, 1878. — 70 S.

На русском языке.
- Полный перевод по изданию в MGH 1878 года:

- Предисловие, от сотворения мира до 994 года, 995—999 годы, 1000—1040 годы, 1041—1109 годы, 1077—1137 годы.

- Хильдесхаймские анналы // Немецкие анналы и хроники X—XI столетий / Перев. И. М. Дьяконова и В. В. Рыбакова. — М.: Русский Фонд Содействия Образованию и Науке, 2012. — С. 207—294.